# Женевјев Бижо
Женевјев Бижо (фр. Geneviève Bujold) је канадска глумица, рођена 1. јула 1942. године у Монтреалу (Канада).